# Армия
А́рмия (от лат. armare «вооружать») — историческое название сухопутных вооружённых сил (сухопутных войск).
В военном деле Руси вооружённые силы назывались «ратью». В Русском царстве вооружённые силы назывались «войском». С созданием в начале XVIII века регулярной армии в России термин «войско» заменяется термином «армия» и «флот», позднее на смену пришёл термин «вооружённые силы», а слово «армия» стало чаще использоваться в других значениях. На конец XIX столетия слово «Армия» означало в смысле:
- обширном, совокупность вооружённых сухопутных сил[1] какого-либо государства[2] (государственное сухопутное войско[3]);
- тесном, соединение значительной массы вооружённых сил на одном театре войны, под начальством одного лица, для достижения определённой цели (причем сила и состав этой массы соответственно обстоятельствам могли быть весьма различны)[2].

На начало XX столетия были Армии: Главная (при которой находился высший начальник), Действующая, Осадная, Наблюдательная, Оккупационная.

## История организации армий

### Армии Древнего мира

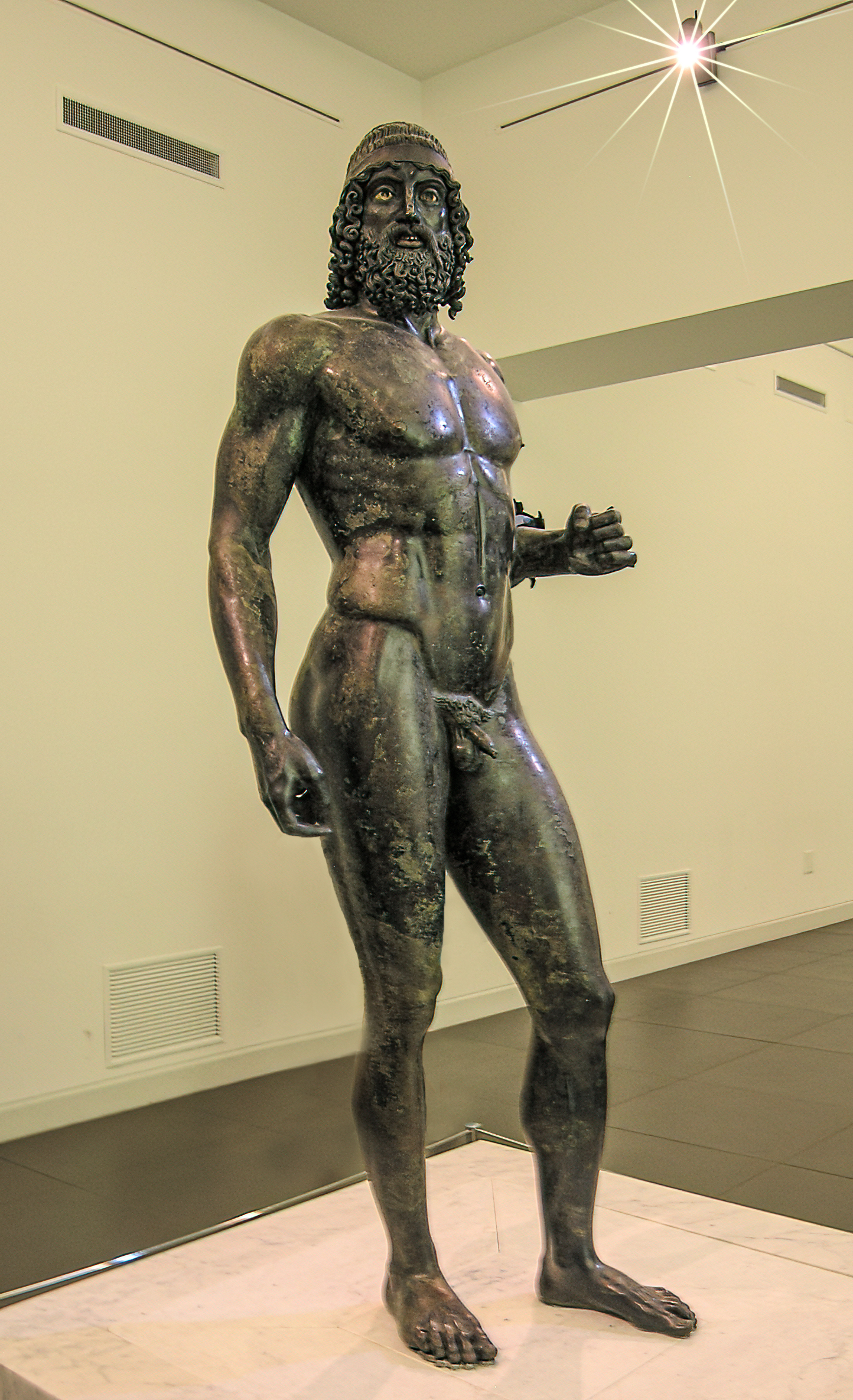
Древнегреческий воин. Воины из Риаче, 450 г. до н. э.

В первобытном обществе народ и войско являлись понятиями тождественными. Все свободные лица мужского пола, способные носить оружие, были воинами. Но специализация занятий, сопровождавшая переход народов к оседлому состоянию, особый характер развития культуры и основные черты политического устройства возникавших государств оказывали неотразимое влияние на военную организацию народов.
В Древней Индии и Древнем Египте воины выделились в особые наследственные касты.
Такой же кастовый характер носило и военное устройство Спарты, но здесь военную касту составил весь народ в полном его составе (дорийцы). В Спарте право оружия принадлежало одним лишь дорийцам; остальное свободное население (периэки) и рабы (илоты) могли лишь быть призываемы к оружию.
В Афинах и в других древнегреческих республиках вооружённые силы государства составлялись из свободных граждан. Так как граждане призывались к оружию лишь в случае войны, то вооружённые силы этих республик имели характер гражданских милиций. Постоянные войска в этих государствах имелись в самом незначительном количестве и предназначались в мирное время преимущественно для охранной службы, которая вместе с тем служила подготовительной военной школой для юношей.
Однако, с увеличением продолжительности войн и с упадком воинственного духа среди народа, гражданское ополчение греческих республик постепенно заменилось наёмниками, которые сделались главным материалом для комплектования армии и флота. В Карфагене же наёмничество стало необходимым следствием незначительной численности природных граждан, сосредоточивших все свои интересы на обширной торговле; скопление громадных капиталов давало возможность этой республике покупать военные силы не только Африки, но и большей части Европы.

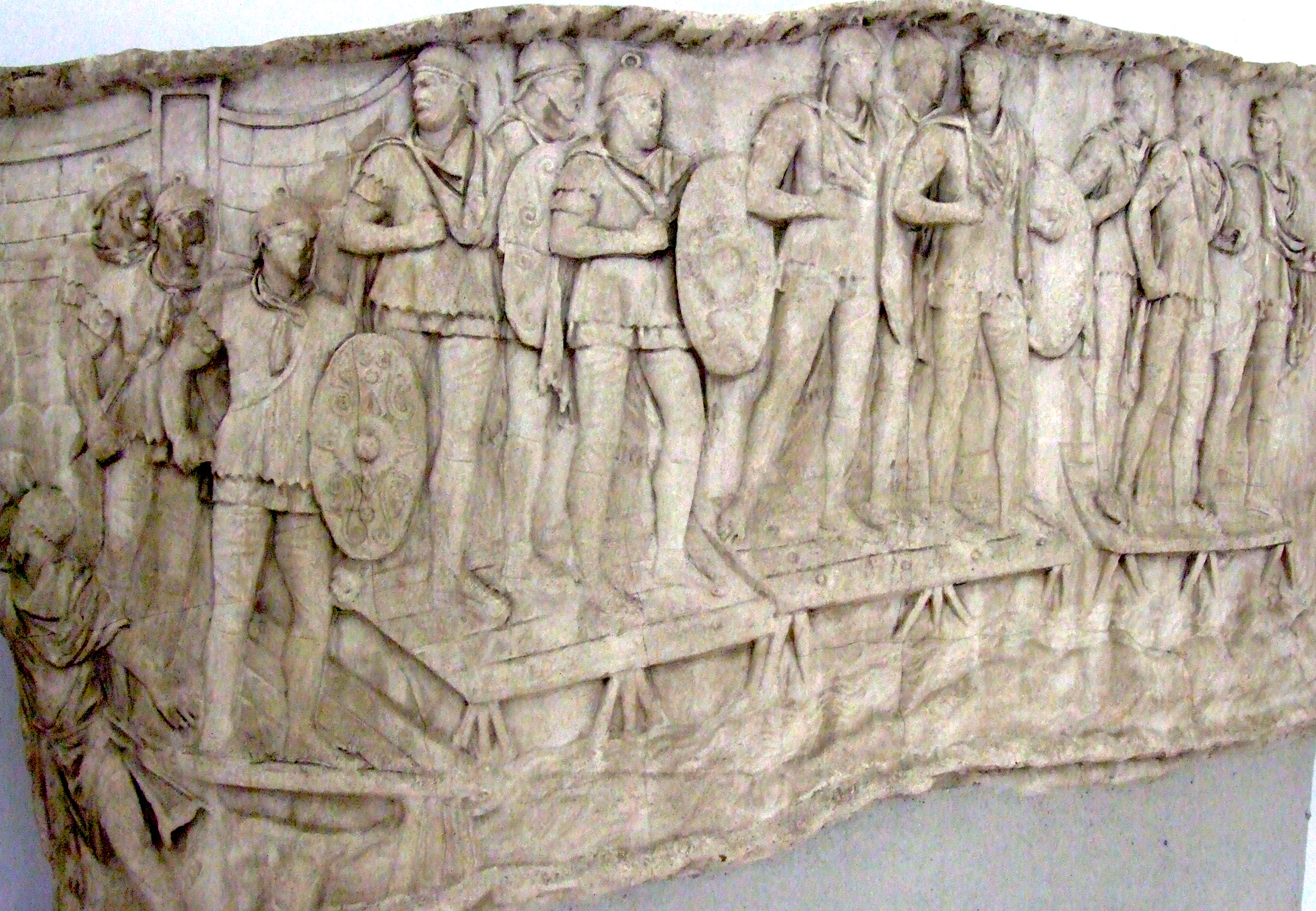
Римская армия переправляется через реку. Барельеф с Колонны Траяна

В Древнем Риме право ношения оружия принадлежало всем гражданам, как патрициям, так и плебеям; в случае войны армию образовывали или очередная триба, или весь народ, во всей его совокупности. Когда впоследствии вместо деления народа на трибы было принято, по предложению Сервия Туллия, деление его на классы по цензу, то есть по величине дохода, то беднейшие граждане были освобождены от обязанности нести военную службу и призывались к оружию лишь в случае крайней необходимости, причём за время нахождения под знамёнами получали определённое вознаграждение от правительства. Древний Рим в то время постоянных войск не знал; граждане его становились под оружие лишь в случае войны и распускались по заключении мира. Войско древних римлян носило, таким образом, характер народного ополчения.
Беспрерывные войны, которые вёл Рим, скоро видоизменили военное устройство Сервия. Коренному преобразованию оно подверглось при Гае Марии, победы которого в Югуртинскую войну создали ему чрезвычайно популярное положение в государстве. Производившееся им комплектование армии охотниками и притом преимущественно из беднейших классов населения — пролетариев — не только резко отделило военное устройство государства от гражданского, но и способствовало образованию специального военного сословия, для которого война сделалась профессией. Закрепление вступавших в ряды войска граждан на всё время войны наряду с продолжавшимися около 20 лет междоусобными войнами привело под знамёна громадное число людей, которые, свыкшись с боевой жизнью, представляли уже готовый материал для образования постоянной армии.
С началом императорского периода римской истории войска не созываются уже больше для одного похода, а остаются на службе и в мирное время; они комплектуются пролетариями, и уплата жалованья, бывшая ранее временным вспомоществованием, делается обычным правилом. Старый римский принцип, в силу которого в ряды армии могли вступать лишь римские граждане, подвергся со временем значительному искажению. Ещё Август строго разграничивал легионы из граждан от вспомогательных войск из иноземцев. Но со времени Веспасиана италики фактически были освобождены от военной службы, и легионы начали получать свои укомплектования из провинций, вследствие чего различие между ними и вспомогательными когортами всё более сглаживалось. Несмотря на существование принципа всеобщей воинской повинности, комплектование армии основывалось фактически на добровольном вступлении на службу и на вербовке. Эта армия, составленная из смеси национальностей, связывалась с государственным организмом лишь в лице императора; она даже имела свои особые, отличные от гражданского культа, обычаи; она была силой сама по себе, и эта сила, при отсутствии в законе правил о наследовании престола, возводила на трон императоров. Целые толпы варварских, германских народов стали вступать в ряды армии и при императоре Валентиниане I наёмные германские дружины составляли уже половину всех войск Римской империи.

### Армии Средневековья
У германцев, разрушивших Западную Римскую империю и основавших на её развалинах новые государства, войско носило характер народного ополчения (Heerbann). И здесь, как у всех первобытных народов, понятие войска и народа совпадало. Военное устройство древних германцев было основано на родовой связи. Но с превращением незначительных политических соединений в большие племенные союзы, с началом воинственного переселения народов и с завоевательным движением племён через римские границы, начала у германцев крепнуть королевская власть. Короли в раздаче земельных участков видели единственное средство к привлечению подданных к себе на службу. Дарование земельного участка было связано с обязанностью владельца участка являться с оружием в руках всякий раз, когда этого потребует король. Коронные вассалы обязаны были являться на службу к королю не только лично, но и приводить с собою отряды войск, численность которых находилась в зависимости от величины их лена. Необходимым следствием такого порядка вещей было то, что сеньоры, получившие в лен королевские имения, начали передавать участки их другим лицам на тех же условиях, на которых они сами получали их от короля, при чём последние, в свою очередь, становились в вассальные отношения к своим сюзеренам. Это соединение вассалитета с бенифициатом придало вооружённой силе феодальной Европы совершенно особый характер; она получила значение временных земских ополчений, обязанных являться на службу по первому требованию суверена.

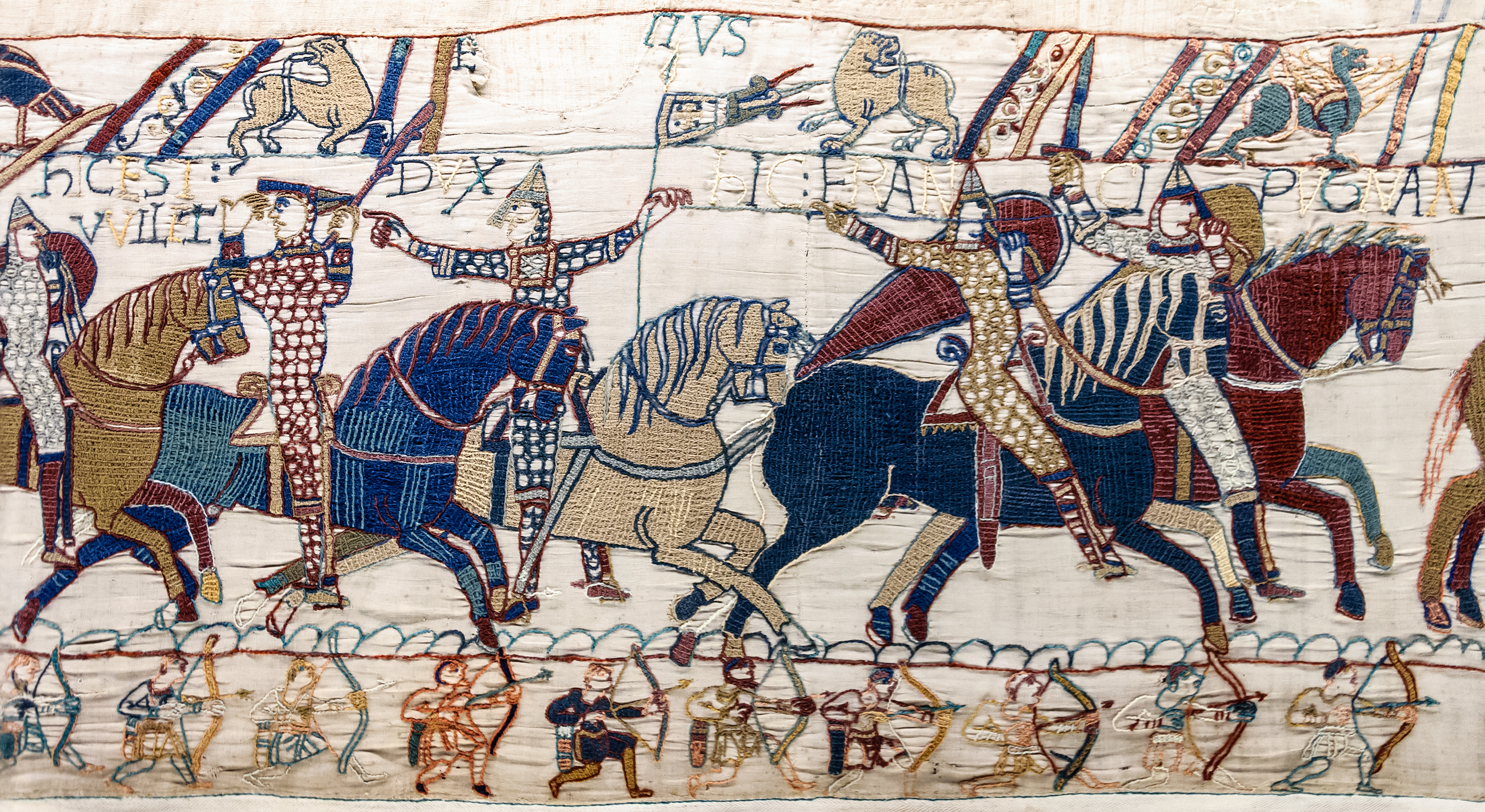
Нормандцы атакуют пеших англосаксов во время битвы при Гастингсе. «Гобелен из Байё», XI век.

В военном отношении феодальная система прежде всего повлекла за собой вытеснение народного ополчения, состоявшего, главным образом, из пехоты, тяжело вооружённой рыцарской конницей, которая достигает военных успехов не в тактических организациях, предназначенных для атаки массами, а в одиночном бою, в зависимости от личного искусства и храбрости. Народное ополчение потеряло своё прежнее военное значение, а пехота сохранилась в средневековых городах, где цехи постепенно начали получать военную организацию.
Наряду с увеличением богатств вассалов шло также усиление их могущества. Часто они не являлись на службу к своему суверену и, даже более того, вступали в борьбу с королём. Ослабленная могуществом вассалов королевская власть находилась в критическом положении; для создания более или менее надёжной вооружённой силы ей приходилось по необходимости обратиться к наёмным войскам. С XIV—XV веков государи уже повсюду стремились получить от своих вассалов и прочих подданных взамен военной службы натурою денежные средства и использовать их на наём и снаряжение более надёжной вооружённой силы. К этому же времени в государствах Западной Европы появились странствующие военные дружины, предлагавшие свои услуги тем, от которых они ожидали более выгод; если не было войны, они содержали себя разбоями и грабежами.
Наёмничество ранее всего возникло во Франции. Уже начиная с XI века там стали появляться в значительном количестве наёмные дружины из брабансонов, швейцарцев, шотландцев и т. д., которые сначала употреблялись в виде дополнения к феодальному войску, а затем получили самостоятельное значение. По мере того как феодализм приходил в упадок, потребность в наёмной силе всё более увеличивалась и наряду с чужеземными наёмными войсками, к концу XIII века начинают появляться и местные военные дружины, так называемые compagnies franches — вольные роты, банды.
Первым королём, принявшим энергичные меры к уничтожению вольных рот, был Карл VII. Установив специальный налог для покрытия расходов на содержание войска, он получил возможность принять крутые меры и резко изменить прежнее положение вещей. Прежде всего целым рядом изданных королём ордонансов у частных лиц было отнято право составления вооружённых отрядов, и это право было отнесено исключительно к прерогативам короны. Лицо, желавшее посвятить себя военному ремеслу, должно было испросить у правительства патент (ордонанс) на образование роты, величина которой определялась вместе с выдачей патента; капитаны, получившие патент, становились ответственными перед верховною властью за все бесчинства и нарушения закона их ротами. Эти роты получили название ордонансовых (compagnies d’ordonance). Они стали первой постоянной армией в Европе, организованной на началах военного верховенства короля. Наряду с ордонансовыми ротами, представлявшими собою кавалерию, Карл VII пытался также организовать и пешую земскую милицию, но эти попытки оказались неудачными; при существовавших тогда земельных отношениях давать оружие в руки крестьянам представлялось делом опасным, а потому Людовик XI уничтожил крестьянскую милицию и начал комплектовать пехоту швейцарскими наёмниками путём вербовки.

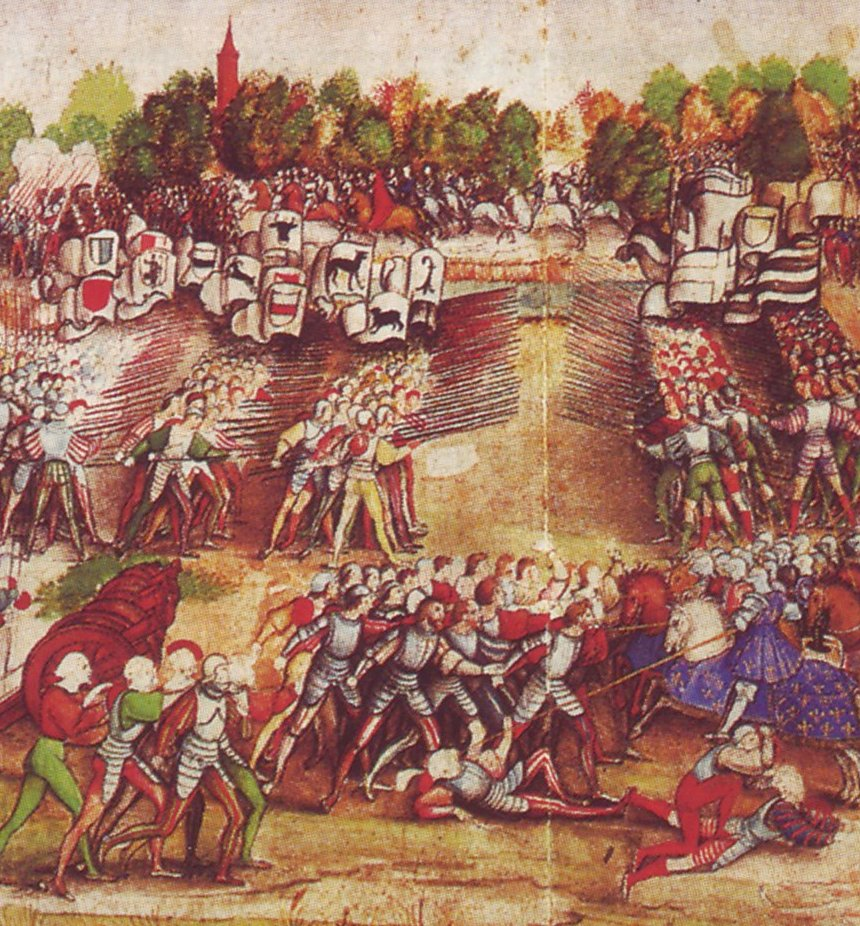
Швейцарские наёмники сражаются с немецкими ландскнехтами в Битве при Мариньяно (1515 год)

Наёмничество в Германии организовалось в целую систему и завершилось в конце XV века учреждением ландскнехтских полков, тщательно обученных военному ремеслу и получавших постоянное жалованье. Ландскнехты в первый период своего существования были своеобразными дворянско-рыцарскими военными учреждениями; они имели особую организацию со своим внутренним самоуправлением, своим судопроизводством, со своими общинными обычаями. Право формирования ландскнехтских отрядов было почётным правом; им могли пользоваться лишь лица, посвящённые в рыцари и приобретшие боевую известность. После смерти императора Максимилиана I ландскнехты изменились в своём составе, пополняясь, главным образом, сильными ремесленными подмастерьями, и скоро превратились в обыкновенные наёмные отряды, которые, подобно швейцарцам, стали поступать на службу почти всех европейских государств, руководствуясь исключительно соображениями выгоды.
Наиболее благоприятную почву для своего развития наёмничество нашло в Италии, где оно вылилось в особую форму — кондотьерство. В средние века в Италии каждый город составлял отдельное государство. Бесконечные распри и постоянная борьба между городами, нуждавшимися в наёмной вооружённой силе, привели к образованию вольных военных отрядов, начальники которых (кондотьери) или поступали со своими дружинами на службу городов или отдельных владетельных князей, или же вели войну в своих личных интересах, завоёвывая целые земли и города. С постоянным возрастанием могущества итальянских государств и с возвышением небольших городских республик постепенно исчезали и условия, благоприятствовавшие процветанию кондотьерства; оно начало исчезать с конца XVI века и постепенно заменялось народными милициями.
В Древней Руси войско состояло из княжеских дружин и созываемого во время войны ополчения.
В арабском халифате с IX века появилось войско из гулямов, часть из которых были наёмниками, а часть — рабами, покупаемыми на рынках невольников. Несколько позже в фатимидском Египте также появилось войско из рабов-чужеземцев, называемых мамлюками.

### Армии раннего Нового времени

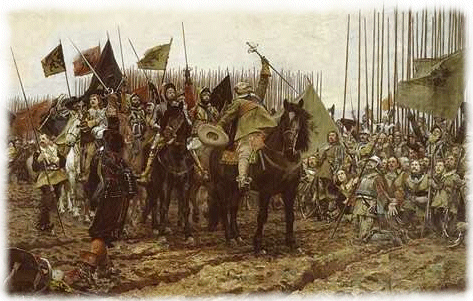
Празднование победы Густава II Адольфа в битве при Брейтенфельде (1631)

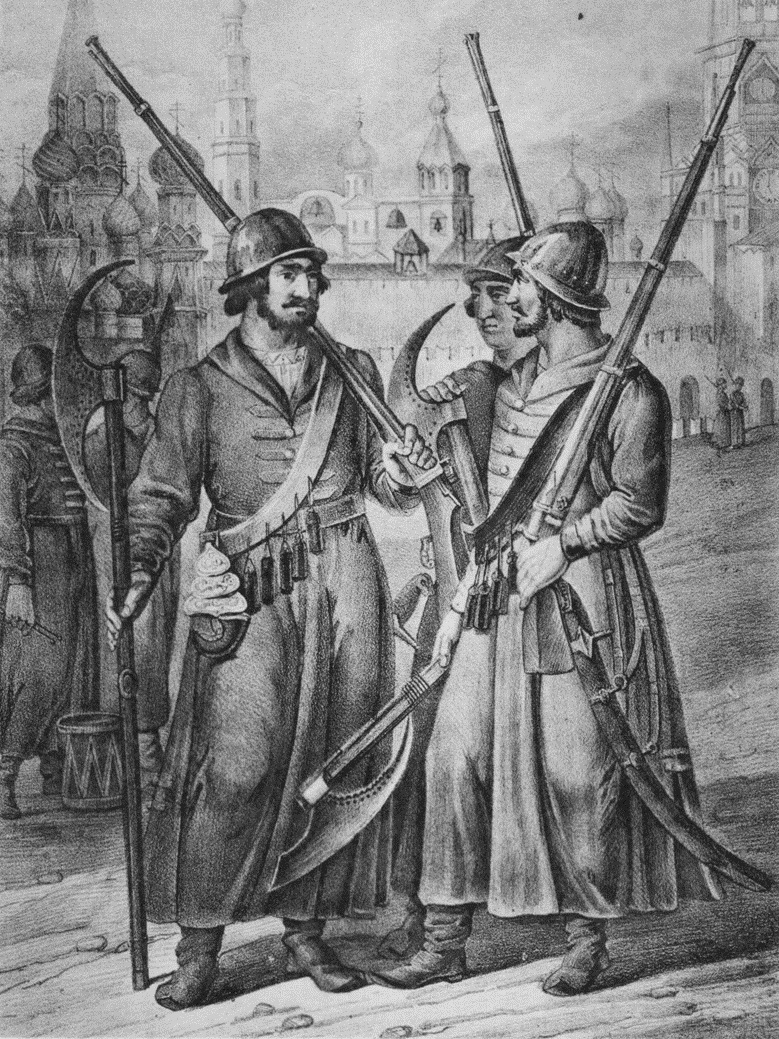
Русские стрельцы XVII века

В XVI и XVII веках в Западной Европе происходил переход от наёмничества к постоянным национальным армиям. Полководец переставал быть частным военным предпринимателем и делался слугою государства; монарх теперь сам назначал офицеров и становился держателем высшей военно-командной власти. Устанавливался иерархический порядок служебных степеней, завершаемых самим монархом.
Первые шаги к созданию постоянной национальной армии были сделаны во Франции кардиналом Ришельё. В 1636 году он внёс проект об организации постоянного национального резерва, который должен был простираться до 60 тыс. человек. Однако этот проект осуществления не получил, и создателем первой французской национальной армии, пополнявшейся путём рекрутских наборов, стал военный министр Людовика XIV Лувуа.
В Австрии ко времени правления Карла VI армия состояла почти исключительно из постоянных войск; хотя она и комплектовалась путём вербовки, но со стороны правительства были приняты все меры к тому, чтобы в войска принимались наиболее надёжные элементы. Первая попытка создать в Австрии постоянную национальную армию была сделана Марией-Терезией. Указом 1756 года о производстве рекрутских наборов к службе в армии были привлечены все австрийские подданные в возрасте от 17 до 40 лет, причём для производства этих наборов всё государство было разделено на особые территориальные единицы — верб-бецирки. Эти постановления на практике не вполне, однако, достигли своей цели, так как население, сжившееся с системой вербовки, ещё долго продолжало уклоняться от военной службы, и почти в продолжение всего XVIII века в Австрии сохранилась смешанная система комплектования, причём вербовка, главным образом, применялась для комплектования армии в военное время.
В Пруссии созданию постоянной национальной армии положено было начало великим курфюрстом бранденбургским Фридрихом-Вильгельмом I. Им был образован постоянный кадр обученных военному делу людей, причём вербовка рекрутов производилась по территориальному принципу. В мирное время люди увольнялись в свои округа по домам; в военное они должны были становиться под ружьё по первому призыву. В 1733 году в Пруссии была введена регулярная конскрипция — способ комплектования, впервые появившийся в Европе. Сущность системы заключалась в том, что вся территория государства была разделена на участки, кантоны, по которым были распределены подъёмные дворы, поставлявшие от себя определённое число рекрут в распределённые по участкам полки. Прохождение службы в войсках было основано на началах отпускной системы. Хотя срок службы первоначально и был установлен пожизненный, но в действительности военнообязанные большую часть времени находились в так называемом «королевском отпуске», а для несения военной службы призывались лишь на летние месяцы через каждые 2—3 года. Система конскрипции, введённая королём Фридрихом-Вильгельмом, просуществовала в Пруссии недолго; массовое уклонение населения от военной службы заставило Фридриха II прибегнуть к вербовке наёмников, и национальный элемент в войсках к концу его правления почти совершенно исчез.

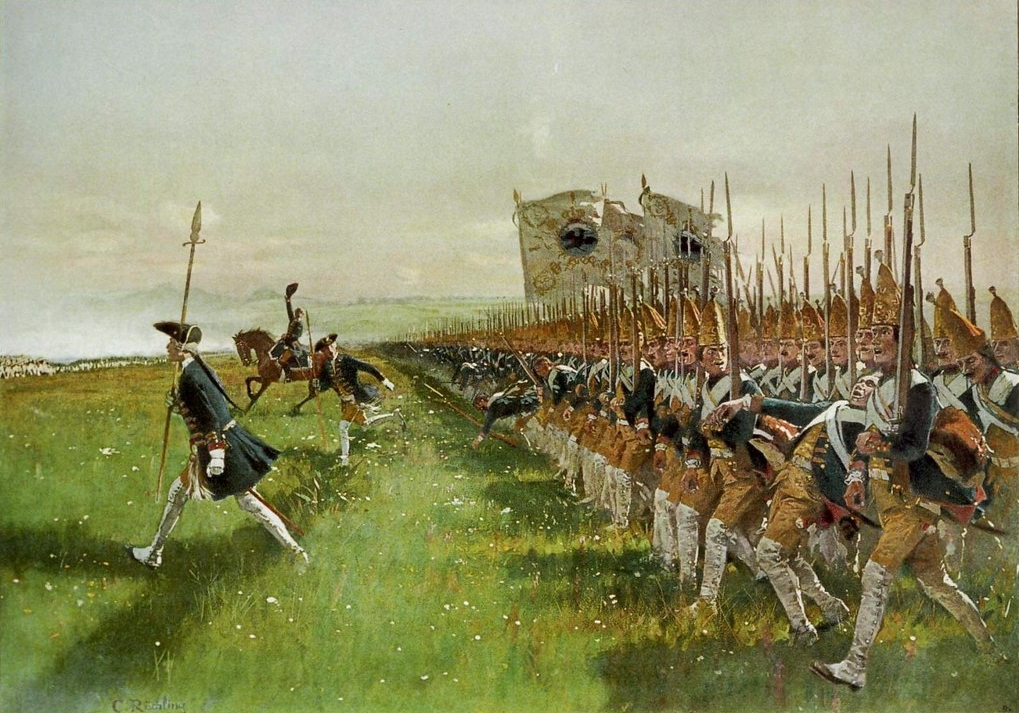
Битва при Гогенфридберге, «Атака прусской пехоты», картина Карла Рёхлинга

Пополнение постоянных армий Западной Европы XVII и XVIII веков нижними чинами покоилось, главным образом, на принципе добровольной вербовки. Но когда добровольный набор для пополнения армии оказался недостаточным, в Пруссии и Австрии обратились к насильственной вербовке; неудовольствие, вызванное такой системой, и массовые побеги молодых людей за границу заставили правительство отказаться от неё.
Но также в государствах Западной Европы XVII и XVIII были попытки к созданию милиций, причём организация их связывалась с сословным устройством государства. Такие сословные милиции существовали в XVII веке в Пруссии и Ганновере. Во Франции при Людовике XIV милиция сделалась чисто королевскою; она преимущественно предназначалась для защиты страны от вторжения, но ею пользовались также для пополнения постоянной армии и во внешних войнах. В Пруссии во время войны за испанское наследство также делались попытки к созданию милиции, но в состав милиционных отрядов здесь входили лишь крестьяне королевских удельных имений. Наиболее широкое применение идея милиционной организации войск получила в Англии.
В Русском царстве в 1550 году появились стрельцы как постоянная пехота, сформировавшая своеобразное стрелецкое сословие. Также в случае войны созывалось конное поместное войско. В 1630 году появились так называемые полки иноземного строя. В 1699 году Пётр I создал регулярную армию европейского типа, основанную на рекрутской повинности.
Армия Османской империи состояла из сипахской конницы и янычарской пехоты, которая комплектовалась из мальчиков, отобранных у семей христианских подданных Османской империи.

### Армии XIX века

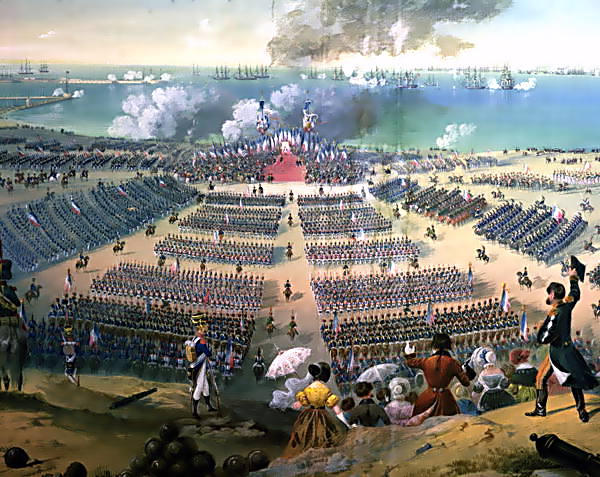
Смотр армии Наполеона в Булонском лагере 15 августа 1804 года.

Во Франции система военного устройства подверглась коренному изменению в эпоху Великой французской революции. В 1793 году была введена всеобщая воинская повинность, закреплённая законом Журдана о конскрипции в 1798 году Французская революционная армия сделалась чем-то иным, чем были армии старого режима, это был вооружённый народ, исполненный национального энтузиазма.
Но от принципа личного отбывания повинности было, однако, вскоре (1800 год) сделано серьёзное отступление в том смысле, что для лиц, слабых здоровьем, и для лиц, могущих принести государству большую пользу на гражданской службе или своими учёными трудами, было допущено заместительство. Закон Журдана о конскрипции с некоторыми видоизменениями сохранил свою силу и в эпоху империи Наполеона.
Но всё же Франции не удалось сразу вполне осуществить идею всеобщей воинской повинности современного типа. Это было сделано Пруссией, и её военное устройство впоследствии послужило образцом для военного устройства других государств. Во время Освободительной войны 1813 года был издан указ, установивший порядок комплектования прусской армии на началах всеобщей воинской повинности и отменившего вместе с тем все существовавшие до того времени изъятия в несении военной службы привилегированными классами населения. В том же году, как дальнейшее развитие реформы, была введена в Пруссии в целях увеличения армии ландверная система, сущность которой заключалась в том, что военнообязанные, прослужившие установленные сроки в рядах постоянной армии, зачислялись затем в ту часть вооружённых сил, которая формировалась лишь в военное время (ландвер). Все отдельные постановления, касавшиеся реорганизации армии, были затем объединены законом 1814 года, согласно которому вооружённые силы Пруссии получили следующую организацию: 1) постоянные войска; в мирное время содержались лишь кадры этих войск; в военное время они разворачивались до установленных штатов путём призыва под знамёна лиц, числящихся в резерве; 2) ландверные войска, формировавшиеся лишь в военное время, и 3) ландштурм — народное ополчение, в состав которого входило всё непризванное в постоянные войска и ландвер мужское население страны, способное носить оружие, в возрасте от 17 до 49 лет; из него формировались милиционные ополчения для обороны страны при вторжении в её пределы неприятеля. Комплектование войск производилось по территориальной системе. С образованием в 1871 году Германской империи прусские постановления о комплектовании армии законом 1874 года были распространены на все союзные государства империи.
В Австрии до 1852 года господствующей системы комплектования войск не было, и рекруты поставлялись в войска на основании местных узаконений. В 1852 году привилегии различных областей в отношении отбывания военной службы были отменены, и тогда же воинская повинность была сделана общеобязательной, но не личной, так как каждый военнообязанный имел право поставить вместо себя заместителя. После австро-прусской войны 1866 года, обнаружившей полную несостоятельность австрийской военной системы, в Австро-Венгрии в 1868 году была введена всеобщая воинская повинность на принципах личной и общеобязательной службы. Военная система Австро-Венгрии была построена на началах прусской, но с некоторыми существенными отступлениями, вызванными дуалистическим политическим строем этого государства. Они разделялись на: 1) общеимперскую армию, подчинённую общеимперскому министру, и 2) на две армии второй линии — австрийский ландвер и венгерский гонвед. Сверх обязанности службы в общеимперской армии и в ландвере (гонведе) всё способное носить оружие мужское население страны было обязано службою в возрасте 19—42 лет в ландштурме.

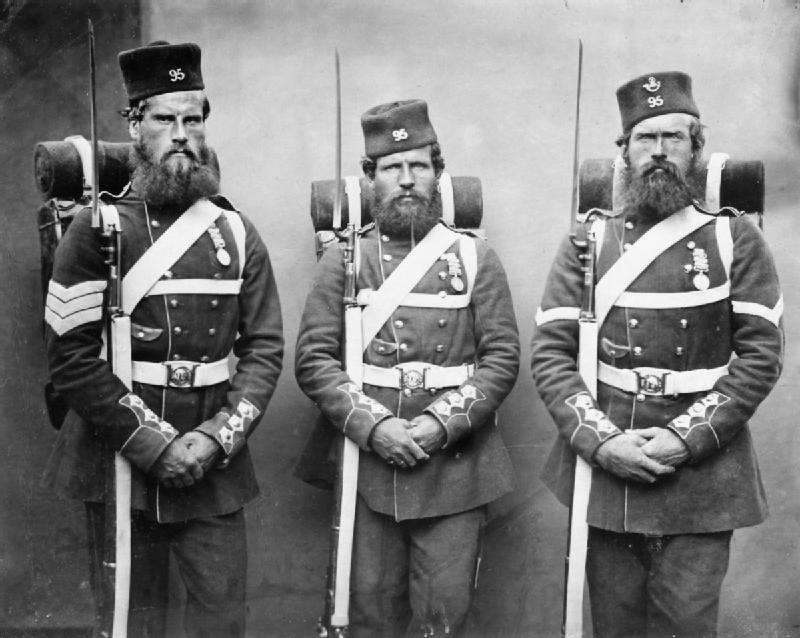
Британские солдаты во время Крымской войны

Во Франции в 1818 году конскрипция была отменена, и производство рекрутских наборов было допущено при недоборе добровольцев, причём в этих случаях военнообязанным предоставлялось в самых широких размерах право заместительства и обмена номеров жребия. В 1855 году право заместительства во Франции было отменено и заменено выкупом; лица, желавшие освободиться от личного отбывания воинской повинности, вносили определённую денежную сумму в особую дотационную кассу, на средства которой уже само правительство нанимало заместителей из старых солдат, желавших остаться на вторичную службу. Австро-прусская война 1866 года, наглядно доказавшая преимущество прусской военной организации, заставила французское правительство издать новый закон о комплектовании армии (закон маршала Ньеля 1868 года), которым было отменено право выкупа и восстановлено право заместительства. Закон 1868 года не успел ещё оказать существенного влияния на организацию вооружённых сил Франции, как вспыхнула война с Пруссией. Вопрос о преобразовании военной системы был предложен на обсуждение национального собрания сейчас же после войны, и в 1872 году Национальным Собранием почти единогласно был принят новый закон о комплектовании армии, основанный на принципе общеобязательного и личного отбывания воинской повинности и не допускающий ни выкупа, ни заместительства.

Русские солдаты в окопе, на фронте Первой мировой

Во второй половине XIX века ведение всеобщей воинской повинности в больших государствах стало политической необходимостью. Италия ввела её в 1871 году, Япония ввела всеобщую воинскую повинность в 1872 году, Россия — в 1874 году (Военная реформа Александра II). Из крупных государств Запада только Великобритания и США продолжали обходиться без всеобщей воинской повинности, содержа армии из волонтёров (контрактников).
Введение всеобщей воинской обязанности и создание системы резервистов, призываемых по мобилизации в случае войны, означало, что постоянная армия являлась, в сущности, лишь кадрами для тех армий, которые формируются в военное время путём призыва резервистов (запасных).
До Первой мировой войны предполагалось, однако, что резервисты, в основном, будут использоваться для ведения различного рода второстепенных и вспомогательных операций (оборона и блокада крепостей, обеспечение сообщений действующей армии, поддержание порядка в занятых войсками неприятельских землях и т. п.). Такая армия из резервистов, созываемая в случае войны, носила в Германии и Австрии название ландвера, в Венгрии — гонведа, во Франции — территориальной армии, в России — государственного ополчения.

### Армии XX века
Во время Первой мировой войны миллионы резервистов пополнили ряды действующих армий. Во время Первой мировой войны призывные армии были созданы даже в Великобритании и США, где их не было до войны, однако с окончанием войны в этих странах вернулись к системе контрактных профессиональных армий.
Во время Второй мировой войны в Великобритании и США вновь были созданы призывные армии, которые сохранились после её окончания в связи с началом Холодной войны (в Великобритании — до 1960 года, в США — до 1973 года). Во время Холодной войны призывные армии имели все страны Варшавского договора и большинство стран НАТО.

### Армии XXI века
После окончания Холодной войны многие страны отказались, в мирное время, от всеобщей воинской обязанности (повинности). Угроза крупномасштабной войны значительно уменьшилась, а для локальных военных конфликтов относительно малочисленные профессиональные (наёмные) армии, по мнению некоторых, подходят лучше, чем призывные.

## Распространённые использования термина

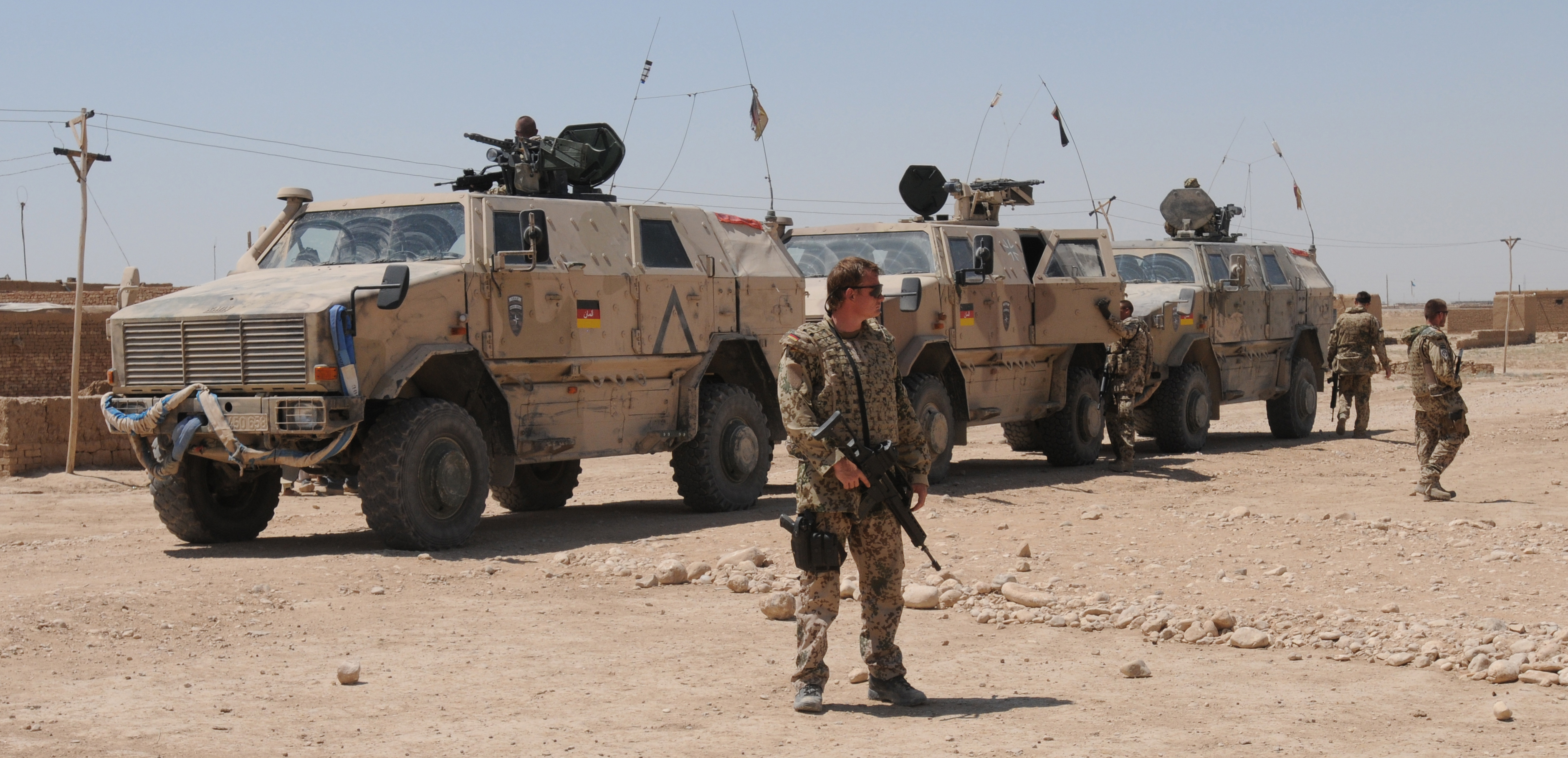
Солдаты ВС ФРГ в Афганистане перед бронеавтомобилями Dingo ATF, 22 июля 2009.

- Действующая армия и флот — часть вооружённых сил государства, используемая во время войны непосредственно для ведения военных действий (в отличие от другой части вооружённых сил государства, находящейся в тылу). Порядок отнесения войск к действующей армии и флоту устанавливаются специальным постановлением правительства и в каждом государстве имеют свои особенности. В ВС СССР к составу действующей армии и флота принято было относить полевые управления фронтов (группы войск) и органы управления флотов, руководившие подготовкой и ведением операций: объединения, соединения, части (корабля).
- Армия вторжения — часть вооружённых сил государства, которая предназначалась для нападения на другую страну, разгрома войск прикрытия и части главных сил, срыва мобилизации, сосредоточения и развёртывания вооружённых сил противной стороны, захвата стратегической инициативы, овладения частью территории, а при благоприятных условиях и для вывода страны, подвергшейся нападению, из войны. Идея создания таких армий нашла практическое отражение, например, в вооружённых силах Германии, Японии и Италии перед Второй мировой войной.
- Армия прикрытия — часть вооружённых сил государства, предназначавшаяся до середины XX века для прикрытия его границ от внезапного вторжения противника, а также для обеспечения проведения мобилизации, сосредоточения и развёртывания главных сил. Состав армии прикрытия определялся в зависимости от протяжённости границ, их доступности и степени угрозы. Обычно армия прикрытия опирались на систему приграничных укреплений. В современных условиях в связи с угрозой развязывания ракетно-ядерной войны стороны в мирное время постоянно содержат в полной боеготовности крупные силы 1-го стратегического эшелона. Для обеспечения действий этих сил предусматривается выдвижение к границе отдельных соединений и частей, которые называются войсками прикрытия. Армии прикрытия в настоящее время не применяются[10].
- Экспедиционная армия — часть вооружённых сил одной страны или коалиции государств, переброшенных на территорию другой страны для проведения военных операций. Состав экспедиционной армии зависит от масштаба и целей операции, важности театра военных действий и предполагаемой силы сопротивления. Экспедиционные армии чаще всего используются для проведения операций в колониальных войнах и при осуществлении военной интервенции (например, при подавлении европейскими державами Ихэтуаньского восстания 1899−1901 годах в Китае).

Ранее термин «армия» использовался также в значениях:
- Осадная армия[11] — часть вооружённых сил государства, которая предназначалась для осады крупных оборонительных сооружений неприятеля.
- Наблюдательная (обсервационная) армия[11] и флот — часть вооружённых сил государства, которая предназначалась для наблюдения за войсками неприятеля в непосредственной близости от них или его владений; также могла выдвигаться на границу с ненадёжным союзником, чтобы принудить его к вступлению в войну на своей стороне или соблюдать нейтралитет[12].
- Оккупационная армия[11] — часть вооружённых сил одной страны или коалиции государств, оккупировавшая территорию другой страны.